# Krośniewice
Krośniewice jsou město v Polsku v Lodžském vojvodství v okrese Kutno. Leží na řece Miłonce, 13 km západně od Kutna, 56 km severozápadně od Lodži, 45 km jižně od Włocławku. V roce 2022 zde žilo 4 121 obyvatel.

## Historie
První zmínka pochází z roku 1355. Kolem roku 1564 se zde usazuje židovská komunita. Roku 1576 město zachvátil požár. Po Trojím dělení polska bylo město přičleněno k Prusku, později se stalo součástí Kongresového Polska. Roku 1892 se v přilehlé osadě Błonie narodil polský generál Władysław Anders.
Za dob meziválečného Polska se do té doby malé městečko rozrostlo a zažilo rozkvět, vzniká zde mj. základní škola, gymnázium a lyceum.
Během Invaze do Polska zde byla umístěna polská divize. Město padlo do rukou Říše 16. září 1939 a bylo začleněno do jejího vlastního území. V květnu 1940 zde vzniklo židovské ghetto, kam nacisté umístili na tisíc Židů z Krośniewic a okolí. To bylo v říjnu 1942 zlikvidováno a jeho obyvatelé zavražděni. Roku 1943 bylo město přejmenováno na Kroßwitz, po válce mu bylo navráceno jeho původní jméno.

## Pamětihodnosti
- Muzeum im. Jerzego Dunin-Borkowskiego w Krośniewicach – muzeum pojmenované po polském muzeologovi a sběrateli Jiřím Dunin-Borkowském
- Pomník Józefa Poniatowského z roku 1814
- Rodný dům Władysława Anderse
- Farnost v neogotickém stylu z 19. století

## Osobnosti
- Jerzy Dunin-Borkowski (1908–1992), polský muzeolog, sběratel a farmaceut
- Władysław Anders (1892–1970), polský generál

## Fotogalerie

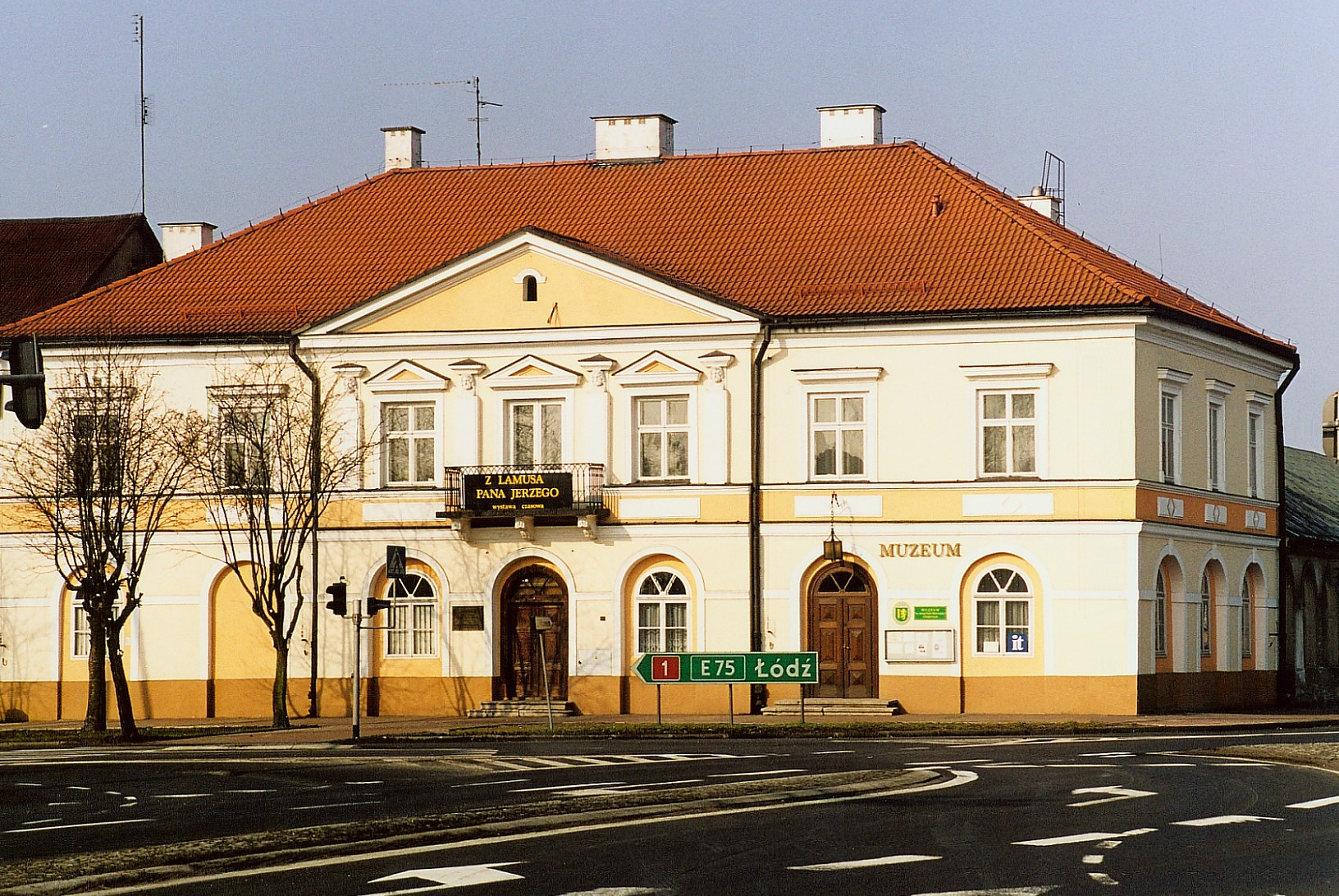
Muzeum
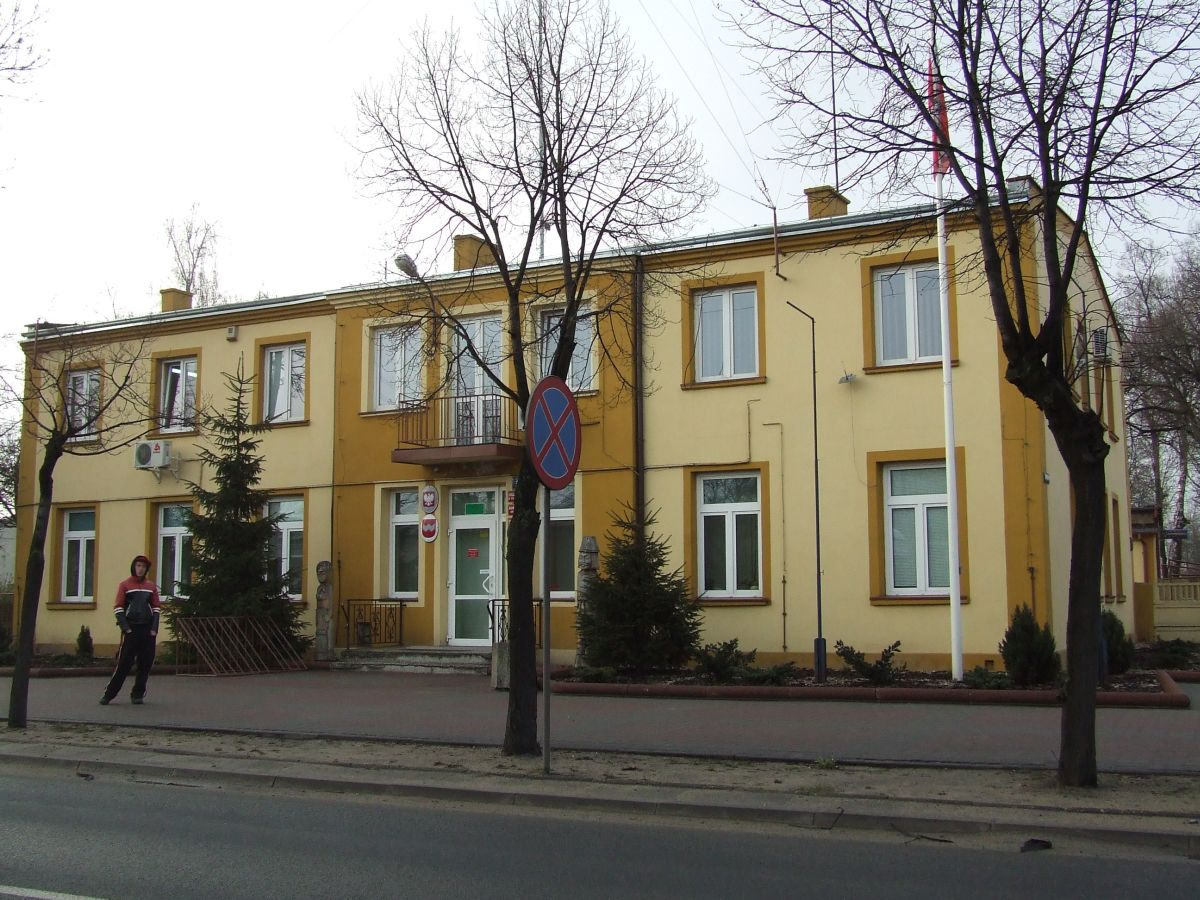
Městský úřad
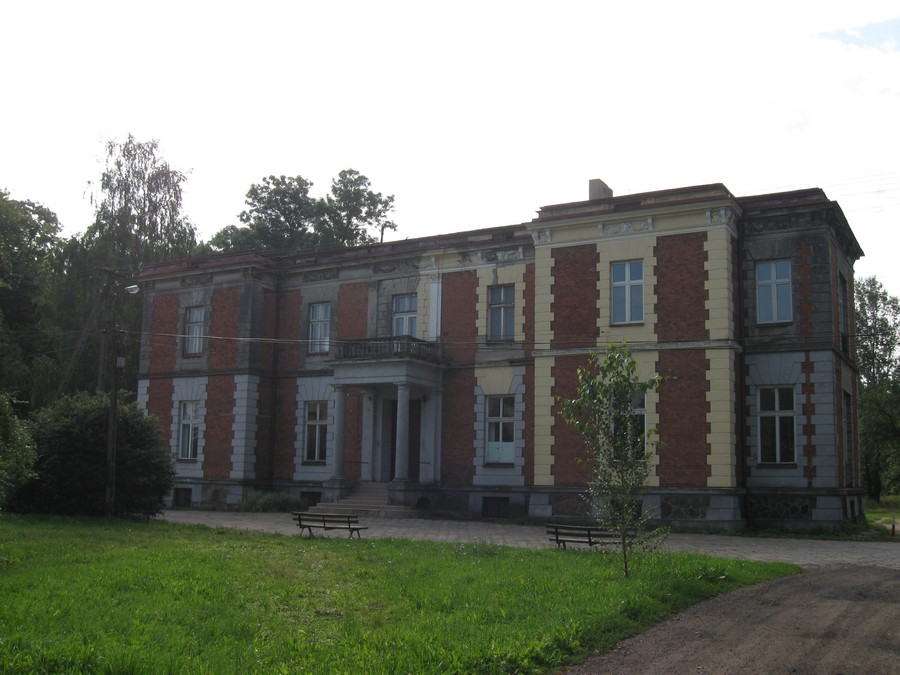
Palác